# مرگ پلنگ
مرگ پلنگ فیلمی به کارگردانی و نویسندگی فریبرز صالح محصول سال ۱۳۶۸ است. 

## داستان فیلم
فیلم روایتگر کربلایی زال (کل زال) است که در پیرانه سر به هنگام کوچ ایل بختیاری تصمیم می‌گیرد در غاری منتظر بازگشت ایل بماند. او برای پیرزنی به نام دالو سنگین ماه، که قصد خودکشی دارد، به بازگویی دلاوری‌های خود در جوانی می‌پردازد. دالو سنگین ماه در می‌یابد که کربلای زال همان مرد ایلیاتی است که در جوانی دلباختهٔ او بوده و بر سر او با پسر عباس قلی کش مکشی داشته است. وقتی ایل بازمی‌گردد با جسد کربلایی زال رو به رو می‌شوند.

## بازیگران
- فرخ حیدری
- فرامرز قریبیان
- شهلا ریاحی
- محمود جعفری
- کاظم افرندنیا
- فریبا کوثری
- اکبر سنگی
- ملیحه نظری
- معصومه تقی‌پور
- محمد باقر مرادی‌فرد
- نادر شهسواری
- مصطفوی رستمی
- یدالله فهیمی
- سیروس نیک طبع
- عبدالحسین خالدی
- رضا راد
- یوسف نوروزی
- اکبر بلندی
- حسن محسن آبادی
- معصومه مهربان
- هوشنگ نیک رفتار
- حجت محمدی
- حسین موزه
- جواد صالحی
- ناصر خادمیان
- نصرالله نمکی
- حبیب جهان پیما
- احمد کسالوند
- سعید عربیان
- عباس معروفی
- محمدرضا فتحی
- صفدر سیاهپوش
- جواد روشنایی
- نعمت جهانفرد
- مهدی بحری
- محمد ایمانی
- اکبر طلایی
- فریبا جدی‌کار
- حسین معمارزاده
- سرور رجایی
- سعید شیخ‌زاده